# Доктор Зло
Доктор Зло (англ. Dr. Evil) — у виконанні Майка Маєрса головний лиходій серії фільмів про Остіна Паверса. Цей персонаж є пародією на лиходіїв з фільмів про Джеймса Бонд, особливо на Ернста Стевро Блоуфельда — героя Дональд Плезенса у фільмі «Живеш тільки двічі». Доктор Зло лисий, має шрам на обличчі і носить сірий костюм (посилання на доктора Ноу з однойменного фільму 1962 року). У нього є Білий пухнастий перський кіт на ім'я Містер Бігглсворт — правда, той надалі втратив всю шерсть в результаті побічного ефекту кріоконсервації, та син, Скотт Зло і клон на ім'я Міні-мі. Міні-мі — точна копія доктора Зло, тільки в 8 разів менше; цю роль зіграв Верн Тройер. Він дуже зловтішний, хитрий, підступний і жорстокий, готовий зробити будь-який злочин, і ні перед чим ні зупиниться, щоб знищити Остіна Паверса.
«Пропустивши» тридцять років життя в кріоконсервації, доктор Зло відчуває помітні труднощі з адаптацією до нового часу. Наприклад, він пропонує кілька схем шантажу, не знаючи, що їхня загроза (знищення озоносфери, скандал навколо одруження принц Чарльз) вже здійснилася. Доктор Зло постійно плутає грошові суми, не в змозі усвідомити масштаби інфляції. Так, він оголошує ООН про взяття світу в заручники за 1 мільйон доларів — велика сума в 1960-х роках, — але в 1990-х його заяву зустрічає вибух реготу.
У фільмі «Ґолдмембер» розкривається, що Остін і доктор Зло не тільки навчалися в одному училищі, а й є рідними братами. Коли вони були дітьми, Остін і Даггі — справжнє ім'я доктора — їздили з батьками по Бельгії. Їхній батько, Найджел Паверс, відійшов по нужді, як раптом вибухнула машина. Мати дітей загинула, а відкинутого в сторону Даггу знайшли та всиновили пара бельгійців, які згодом зробили з нього лиходія. Найджел же вважав, що вижив тільки Остін.

## Критика та відгуки
- Майк Майерс отримав кінопремію MTV в номінації кращий лиходій за роль Доктора Зло у фільмі «Остін Пауерс: Шпигун, який мене спокусив».
- У 2007 журнал «Forbes» поставив компанію доктора Зло - Virtucon, на 12 місце в списку найбагатших вигаданих компаній, оцінивши її в 22,6 мільярда доларів.[1]